# 브로더번드

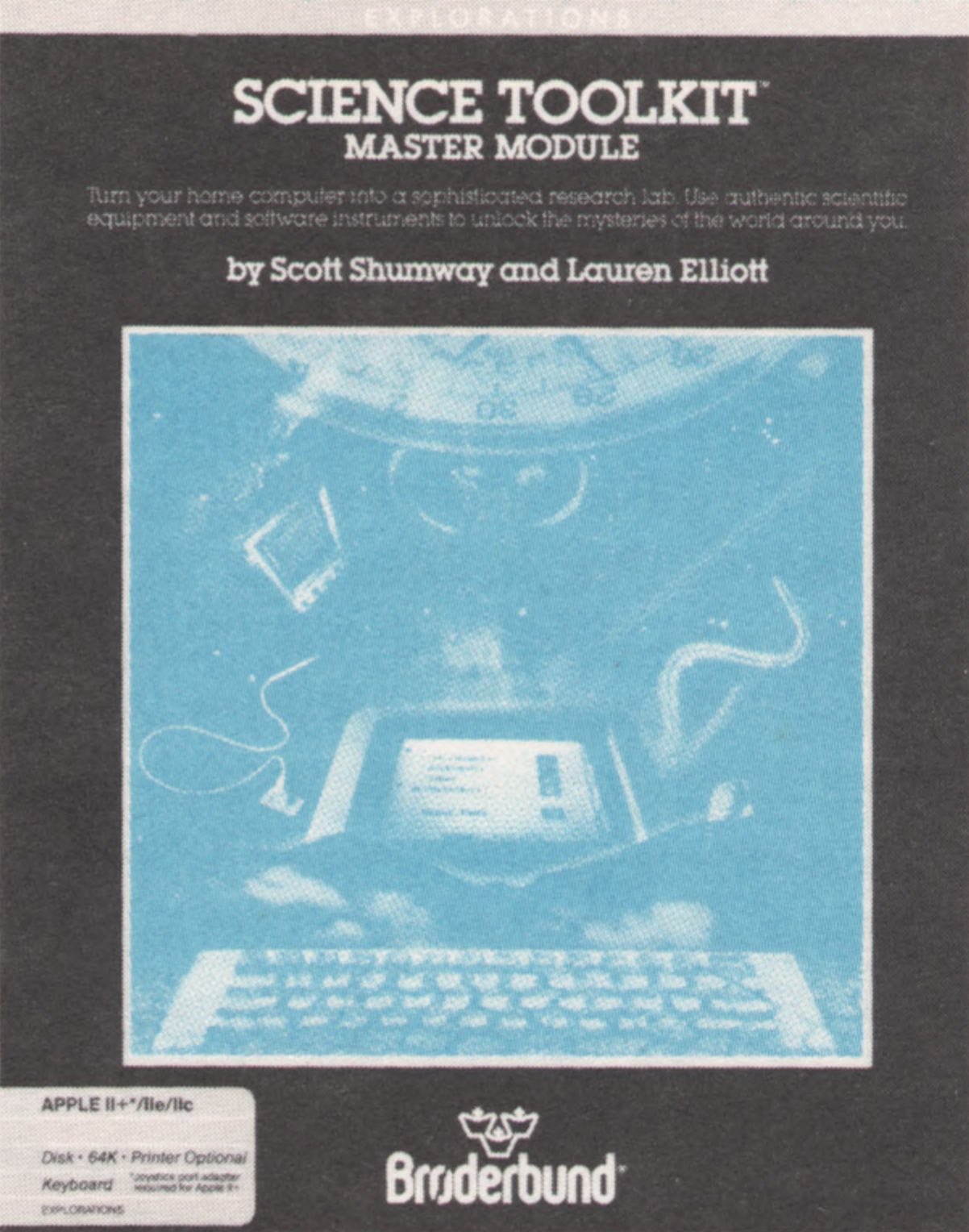

브로더번드 소프트웨어(Brøderbund Software)는 미국의 컴퓨터 게임과 교육용 소프트웨어, 그리고 프린트 샵의 개발 회사였다. 교육용 게임인 카멘 센디에고를 창안했다. 미국 오레건주 유진에서 설립되었고, 캘리포니아 산 라파엘로 옮겨졌고, 또 캘리포니아 노바토로 옮겨졌다. 1998년 브로더번드는 러닝 컴퍼니에 매각되었다.

## 대표적인 작품
- 촙 리프터
- 카멘 센디에고 시리즈
- 캡틴 굿나잇
- 로드런너
- Myth
- 프린트 샵
- 분노의 날개 (Wings of Fury)
- 페르시아의 왕자
- 게이파티
- 가라테카 (Karateka)
- 초프리프터

## 회사 이름
brøderbund라는 말은 원래 없는 말이고, 형제애라는 영어단어 band of brothers와 비슷한 뜻을 의도했다. 스웨덴어나 덴마크어에 있는 ø를 넣은 이유는 컴퓨터 코딩시 숫자 0을 ø처럼 쓰기 때문이었다. 사원들은 브루더번드라고 처음에 불렀지만 나중에 많은 사람들이 브로더번드라고 발음했다.